# Папаскири, Тимур Валикович
Тимур Валикович Папаскири (род. 20 июля 1964) — доктор экономических наук, кандидат сельскохозяйственных наук, профессор.

## Биографические вехи
1986 год — окончил МИИЗ (ныне ГУЗ).
С 1996 года независимый сертифицированный эксперт по оценке Федерального фонда оценки.
1997 год — защитил диссертацию на соискание ученой степени к. с-х. н. по теме «Влияние противоэрозионных обработок в зернотравяных севооборотах и организации территории на склоновых землях при орошении на свойства почв и урожайность сельскохозяйственных культур».
1997 год — защитил диссертацию на соискание ученой степени к. э. н. по теме «Организация и устройство территории севооборотов с использованием компьютерных технологий».
С 1999 года действительный член Международной Академии Наук о Природе и Обществе (МАНПО).
С 2001 года член международного художественного фонда.
2000—2005 г.г. — директор Центра дистанционных методов обучения (ЦДМО).
C 2021 года по настоящее время — заведующий кафедрой «Цифровое земледелие и ландшафтная архитектура».
2005—2025 год — декан факультета землеустройства ГУЗ, научный руководитель ЦДМО.
С 2021 года по настоящее время — врио ректора ФГБОУ ВО «Государственный университет по землеустройству».

## Награды и премии
- Награждён золотой медалью за разработку системы автоматизированного землеустроительного проектирования (САЗПР) «Перспектива»

(по результатам научного конкурса, проводимого в рамках «Золотой осени—2007»;
- Почетный работник высшего профессионального образования РФ;
- Почетный землеустроитель России;
- Премия Правительства Российской Федерации в области образования 2013 года (12 ноября 2013) — за комплекс учебных и учебно-методических изданий «Научно-образовательное и кадровое сопровождение землеустройства и земельно-кадастровой деятельности в новых социально-экономических условиях развития Российской Федерации»[2]
- Почетный работник агропромышленного комплекса России (2014);
- Заслуженный работник сельского хозяйства Российской Федерации (2020);
- Лауреат Премии имени П. А. Столыпина (2022);
- Серебряная медаль «За вклад в развитие агропромышленного комплекса России» (2024);

### Книги и монографии
Источник информации — электронный каталог РНБ:
1. Искусство и дизайн стран северной Европы / [Папаскири Т. В., Кириленко И. В., Коженова И. В. и др. ; Под ред. Т. В. Папаскири]. — М. : Сашко, 2001. — 115 с. — 1000 экз. — ISBN 5-85597-025-6.
2. Эртэ и парижская мода — начало XX века / Папаскири Т. В., Кириленко И. В. — М. : Сашко, 2002. — 111 с. — 1000 экз. — ISBN 5-85597-026-4.
3. Геоинформационые системы и технологии автоматизированного проектирования в землеустройстве : учебно-методическое пособие для выполнения лабораторных работ и дипломных проектов : для студентов высших учебных заведений, обучающихся по направлению 560600 — Землеустройство и земельный кадастр и специальностям 310900 — Землеустройство, 311000 — Земельный кадастр, 311100 — Городской кадастр / Т. В. Папаскири ; М-во сел. хоз-ва Рос. Федерации, Деп. кадровой политики и образования, Гос. ун-т по землеустройству, Учеб.-метод. об-ние по образованию в обл. землеустройства и кадастров «Центр дистанц. методов обучения». — Москва : Изд-во ГУЗ, 2003. — 180 с. — 1000 экз. — ISBN 5-9215-0089-5.
4. Почвозащитная организация использования охраны сельскохозяйственных земель на ландшафтной основе = Landscape-based organization of agricultural land use and protection : магистерский курс : [учебно-практическое пособие] / Волков С. Н., Папаскири Т. В., Шептухов В. Н. [и др.] ; М-во сел. хоз-ва Рос. Федерации, Деп. кадровой политики и образования, Гос. ун-т по землеустройству [и др.]. — Москва : Изд-во ГУЗ : Изд-во МГУП, 2003. — 335 с. — 1000 экз. — ISBN 5-9215-0090-9.
5. Волков, Сергей Николаевич (д-р экон. наук, землеустройство; 1951-). Методы подготовки интерактивных учебных материалов для дистанционного обучения : учебно-практическое пособие для преподавателей / С. Н. Волков, Т. В. Папаскири. — Москва : Изд-во Государственного университета по землеустройству, 2003. — 139 с. — 1000 экз. — ISBN 5-9215-0088-7.
6. Теория и практика разграничения земель по формам собственности на территории поселений : (монография) / Т. В. Папаскири, О. В. Шутова. — Москва : ФОРУМ, 2005. — 155 с. — 1000 экз. — ISBN 5-8199-0174-6 (в обл.).
7. Скандинавский стиль. Традиции и современность / Папаскири Т. В., Кириленко И. В. — М.: Изд-во «Москоу Медиа Групп», 2012. — 216 с., — ил. — ISBN 978-5-9901648-7-1 (в обл.).
8. Геоинформационные системы и технологии автоматизированного проектирования в землеустройстве.  / Папаскири Т. В. Учебно-методическое пособие (4-е издание переработанное и дополненное)- М.: Изд-во «ГУЗ», 2013.- 249 °C.
9. Территориальная организация агротехнопарков в системе «наука — образование − производство». [Текст]: Монография/ Т. В. Папаскири, Е. П. Ананичева; под ред. Т. В. Папаскири. — М.: Изд-во ГУЗ, 2013. — 256 с., — ил. ISBN 978-5-905742-54-5.
10. Инновационный проект и макет агротехнопарка «Горное». [Текст]: Монография/ Папаскири Т. В., И. И. Широкорад, М. Ю. Толмачев, А. В. Федоринов, Е. П. Ананичева, А. Ю. Сошников, С. С. Полулех. Под ред. Т. В. Папаскири, — М.: Изд-во ГУЗ, 2013. — 130 с., — ил. ISBN 978-5-905742-55-2
11. Информационное обеспечение землеустройства. [Текст]: Монография/ Т. В. Папаскири. — М.: Изд-во ГУЗ, 2013. — 160 с., — ил. ISBN 978-5-905742-56-9
12. Автоматизация землеустроительного проектирования (экономика и организация). [Текст]: Монография/ Т. В. Папаскири. — М.: Изд-во ГУЗ, 2013. — 249 с., — ил. ISBN 978-5-905742-57-6
13. Создание системы автоматизированного землеустроительного проектирования и пакета прикладных программ на выполнение первоочередных видов землеустроительных и смежных работ на территорию Российской Федерации : федеральная целевая программа (Проект) / Т. В. Папаскири. — 2-е издание, переработанное и дополненное. — Москва : Федеральное государственное бюджетное образовательное учреждение высшего профессионального образования Государственный университет по землеустройству, 2014. — 40 с. — ISBN 978-5-905742-72-9. — EDN VRLBBX.
14. Инновационное развитие АПК в системе региональных агротехнопарков : Материалы к Российской агропромышленной выставке «Золотая осень-2015» / Т. В. Папаскири, Е. П. Ананичева, М. Ю. Толмачев, Е. Н. Тазин. — Москва : Федеральное государственное бюджетное образовательное учреждение высшего профессионального образования Государственный университет по землеустройству, 2015. — 90 с. — EDN WLTPST.
15. Методология рекультивации агробиосанации корнеобитаемого слоя территории полигонов ТБО для целей АПК (на примере Московской Области) : Материалы к Российской агропромышленной выставке «Золотая осень-2015» / Т. В. Папаскири, И. А. Шунин, И. В. Волков ; Под общей редакцией Папаскири Т. В.. — Москва : Федеральное государственное бюджетное образовательное учреждение высшего профессионального образования Государственный университет по землеустройству, 2015. — 74 с. — EDN WLVGSB.
16. Землеустроительная экспертиза как инновационный механизм правового регулирования и обеспечения эффективного импортозамещения в АПК : Материалы к Российской агропромышленной выставке «Золотая осень-2015» / Т. В. Папаскири, А. В. Федоринов, Е. П. Ананичева [и др.] ; Под общей редакцией Папаскири Т. В.. — Москва : Федеральное государственное бюджетное образовательное учреждение высшего профессионального образования Государственный университет по землеустройству, 2015. — 67 с. — EDN WLVGSL.
17. Экономика и землеустройство чайной отрасли Китая / Т. В. Папаскири, Ю. Пэн. — Москва : Федеральное государственное бюджетное образовательное учреждение высшего профессионального образования Государственный университет по землеустройству, 2018. — 299 с. — EDN TKYLGK.
18. Обоснование определения земельных массивов для реализации программы «Арктический гектар» с учетом ранее разработанных землеустроительных решений по организации землепользования на северных территориях / Т. В. Папаскири, С. А. Липски, Т. А. Емельянова [и др.]. — Москва : Государственный университет по землеустройству, 2023. — 208 с. — ISBN 978-5-9215-0571-1. — EDN HRFIZW.
19. Федеральный закон «Об обороте земель сельскохозяйственного назначения»: истоки, сущность, содержание, результаты и проблемы реализации, перспективы / Т. В. Папаскири, С. А. Липски, С. Н. Волков [и др.]. — Москва : Федеральное государственное бюджетное образовательное учреждение высшего профессионального образования Государственный университет по землеустройству, 2023. — 256 с. — ISBN 978-5-9215-0569-8. — EDN GGEHWF.
20. Передовая инженерная школа Государственного университета по землеустройству : Этапы реализации. — Москва : Государственный университет по землеустройству, 2023. — 36 с. — ISBN 978-5-9215-0583-4. — EDN JWQSSS.
21. Проблемы текущего состояния мелиоративного фонда страны и пути их решения / Т. В. Папаскири, С. А. Липски, Е. П. Ананичева [и др.]. — Москва : Государственный университет по землеустройству, 2024. — 148 с. — ISBN 978-5-9215-0630-5. — EDN DGQZEP.
22. Проблемы и тенденции развития регионального законодательства об использовании, охране и обороте земель сельскохозяйственного назначения / Т. В. Папаскири, С. А. Липски, Е. Г. Багреева [и др.]. — Москва : Государственный университет по землеустройству, 2024. — 220 с. — ISBN 978-5-9215-0629-9. — EDN MOQTQH.
23. Землеустроительное обеспечение сохранения в обороте земель сельскохозяйственного назначения и реосвоения заброшенных угодий : организационно-правовые аспекты / Т. В. Папаскири, С. А. Липски, Е. П. Ананичева [и др.]. — Москва : Общество с ограниченной ответственностью «Научно-издательский центр ИНФРА-М», 2025. — 222 с. — ISBN 978-5-16-020644-8. — DOI 10.12737/2187001. — EDN QFYNDP.

### Дополнительная информация
- Шептухов В. Н., Гафуров Р. М., Папаскири Т. В., Ушакова Л. А., Скороходова Н. В. Атлас сорных растений России. Изд-во Колос, 2008, — 238 с. — 10000 экз.[3]
- Кириленко И. В., Папаскири Т. В. (Москва) Современный дизайн и искусство Швеции в разных аспектах // Скандинавские чтения 2002 года. Этнографические и культурно-исторические аспекты. Отв. ред. А. А. Хлевов, Т. А. Шрадер СПб. Кунсткамера, 2003. — 480 c. — ISBN 5884310935[4]
- И. В. Кириленко, Т. В. Папаскири. (Москва) Искусство и дизайн в интерьере в скандинавских странах // Скандинавские чтения 2004 г. Этнографические и культурно-исторические аспекты, Составители Т. А. Шрадер, И. Б. Губанов. СПб.: МАЭ РАН, 2005. — 520 с. — ISBN 5884311249[5]

### Журнальные публикации (выборочно)
1. Скулыбердин И. М., Папаскири Т. В. Об оптимальных размерах землепользований. Сб. н. тр. МИИЗ «Почвозащитная организация территории»/. — М.:1989 г. — стр. 44—49.
2. Обоснование проектирования ЭУУ на ЭВМ. Тезисы доклада на юбилейной научной конференции. /— Ташкент: ТИ¬ИМСХ, 1990 г., стр. 83—84.
3. Автоматизация проектирования лесных полос в рабочих проектах внутриполевой организации территории. Сб. н. тр. ГИЗР — Москва, 1990 г., стр. 92—100.
4. Некоторые аспекты устройства территории пашни методами автоматизированного проектирования в условиях земельной реформы. Тезисы докладов на научной конференции «Основные направления и задачи научно-методиче¬ского обеспечения земельной реформы». — М.: МИИЗ, 1991 г., стр. 53—54.
5. Некоторые аспекты рационального природопользования в современных условиях. /Тезисы докладов на научной конференции/ —Целиноград: ЦСХИ, 1992 г., стр. 35—36.
6. Проектирование постоянных линейных элементов полей севооборотов с элементами САПР. Земледелие N6, 1994 г., стр.4—6
7. Проблемы рационального использования земель на природоохранной ресурсосберегающей основе. Тезисы доклада на науч¬ной конференции: «Эколого-экономические проблемы развития АПК Нижнего Поволжья» /-Саратов: Поволжский НИИ экономики и организации АПК , 23—24 августа 1995 г., стр. 21—23.
8. Информационное обеспечение землеустроительной САПР и её интеграция с ГИС. Семинар ГИС-ассоциации «Проблемы ввода пространственной информации», — М. 1996 г., стр. 115—121
9. Папаскири Т. В., Шуравилин А. В., Никифоров П. М. Регулирование плодородия склоновых земель почвозащитными мероприятиями на экологической основе. Международный с.-х. журнал № 1 1998 г., стр. 20—24
10. Папаскири Т. В., Шуравилин А. В., Никифоров П. М., Бондарев Б. Е. Изменение водно-солевого режима почв в зависимости от работы вертикального дренажа и гидрогеологических условий в Голодной Степи. Международный с.-х. журнал № 4 1998 г., стр. 56—58.
11. Создание системы автоматизированного проектирования в землеустройстве — объективная необходимость. Simpozion stintific jubiliar, "65 de ani ai Universitati Agrare de Stat din Moldova, volumul 2, 7—9 octombrie 1998, chisinau Международный симпозиум, посвященный 65-летию Аграрного университета Молдовы./том2/. — Кишинев, 7—9 октября 1998 г. стр 209—211
12. В. Н. Семочкин, В. В. Пименов, Папаскири Т. В. Состояние и проблемы организации территории и использования осушенных земель в условиях аграрной реформы АПК. Земельные отношения в агропромышленном комплексе России. Сб. тезисов докладов Всероссийской научно-практической конференции, (Углич, 2—5 сентября 1998 г.) Стр. 74—76
13. А. И. Гавриленко, Папаскири Т. В. Организация севооборотов с учётом качественной оценки земель. Сборник научных статей, посвященный 220-летию Государственного университета по землеустройству «Землеустроительная наука и образование XXI века» / Общ. Ред. С. Н. Волков, А. А. Варламов. — М.:Былина, 1999., стр. 279—283
14. Отдельные аспекты решения проблем АПК в современных условиях. «Агропромышленный комплекс России в XXI веке: стратегия развития». Сб. тезисов докладов Всероссийской научно-практической конференции, (Москва, 23—24 ноября 1999 г.) Стр.216—217
15. Папаскири Т. В., Кириленко И. В. Финская керамика. Международная ассоциация «Союз архитекторов», Ж-л «Архитектура. Строительство. Дизайн», 2000 г., № 3 (19), стр. 80—81
16. Волков С. Н., Папаскири Т. В. Проблемы развития и внедрения технологий дистанционного образования. Материалы конференции «Проблемы нормативно-правового обеспечения открытого образования» (31.01.2001—01.02.2001) / М. — МЭСИ, 2001, стр. 51—59.
17. Папаскири Т. В., Ж. А. Бисенов, Д. К. Жусупова. Содержание концепции развития землеустройства сельскохозяйственных предприятий в зоне экологического бедствия (на примере Приаралья) Межвуз.сб. н.тр., Плехановская академия, — М., 2000, стр. 163—171
18. Папаскири Т. В., Смирнова Н. В. Урегулирование отношений между различными ведомствами при ведении ГЗК — залог рационального использования земель. Межвуз.сб. н.тр., Плехановская академия, — М., 2000, стр.145—156
19. Папаскири Т. В., Кириленко И. В. Дизайн, пришедший с холода. Мебель и свет из Скандинавии. Журнал о мебели и дизайне «Табурет», М. — № 4, 2001 г. стр. 86—93
20. Кириленко И. В., Папаскири Т. В. Развитие дизайна мебели в скандинавских странах и Финляндии. Х1V конференция по изучению скандинавских стран и Финляндии: Тезисы докладов. — Архангельск: Поморский университет, 2001, стр. 257—260
21. Папаскири Т. В., Кириленко И. В. Символы в скандинавском искусстве. Х1V конференция по изучению скандинавских стран и Финляндии: Тезисы докладов. — Архангельск: Поморский университет, 2001, стр. 260—262
22. Совершенствование образовательных технологий в землеустроительных ВУЗах. Всероссийская научно-методическая конференция «Новые образовательные технологии в ВУЗе» Сб. тезисов докладов/ Екатеринбург: УГТУ—УПИ, 2001, стр. 127—128
23. Кириленко И. В., Папаскири Т. В. Символы и эзотерика в скандинавском искусстве. Русско-скандинавские культурные и художественные связи: Тезисы докладов международной научной конференции. — М.: ГМИИ им. А. С. Пушкина, 2001, стр. 61—63
24. Геоинформационные системы и технологии автоматизированного проектирования в землеустроительном образовании. Тезисы докладов Форума ГИС 2001. — М.: ГИС — Ассоциация , 2001. стр. 83—86.
25. Папаскири, Т. В. Теоретические положения экономики и организации обеспечения землеустроительного проектирования и землеустройства на основе автоматизации / Т. В. Папаскири // Вестник Российского университета дружбы народов. Серия: Агрономия и животноводство. — 2014. — № 4. — С. 31-37. — EDN SYLZSD.
26. Папаскири, Т. В. Разработка Федеральной Целевой Программы «По созданию системы автоматизированного землеустроительного проектирования (САЗПР) и пакета прикладных программ (ППП) на выполнение первоочередных видов землеустроительных и смежных работ на территорию Российской Федерации» / Т. В. Папаскири // Землеустройство, кадастр и мониторинг земель. — 2014. — № 4(112). — С. 14-25. — EDN SEWQPT.
27. Папаскири, Т. В. Критерии оценки эффективности землеустроительного проектирования и землеустройства на основе автоматизации / Т. В. Папаскири // Государственный аудит. Право. Экономика. — 2015. — № 1. — С. 88-95. — EDN UKWNVN.
28. Папаскири, Т. В. О концепции цифрового землеустройства / Т. В. Папаскири // Землеустройство, кадастр и мониторинг земель. — 2018. — № 11(166). — С. 5-17. — EDN YNVVML.
29. Папаскири, Т. В. Роль землеустройства и землеустроительного образования в обеспечении продовольственной безопасности страны / Т. В. Папаскири // Известия Международной академии аграрного образования. — 2023. — № 65. — С. 52-59. — EDN VZPLPW.
30. Анализ структуры посевных площадей России в рамках концепции устойчивого земледелия / Т. В. Папаскири, С. В. Митрофанов, И. Ю. Богданчиков [и др.] // Аграрная наука. — 2024. — № 9. — С. 136—145. — DOI 10.32634/0869-8155-2024-386-9-136-145. — EDN WWQDXL.
31. Ранее размещенные и вновь проектируемые защитные лесополосы в комплексе противоэрозионных мероприятий / Т. В. Папаскири, С. А. Липски, Н. Г. Конокотин [и др.] // Международный сельскохозяйственный журнал. — 2024. — № 1(397). — С. 4-8. — DOI 10.55186/25876740_2024_67_1_4. — EDN PYMCNM.
32. Оценка результатов политики нулевого роста по использованию пестицидов и их влияния на загрязнение водных ресурсов: кейс КНР / Т. В. Папаскири, Л. Л. Разумнова, Н. П. Савина, Е. В. Золотова // Международный сельскохозяйственный журнал. — 2025. — № 1(403). — С. 47-50. — DOI 10.55186/25876740_2025_68_1_47. — EDN NWHZNB.
33. Папаскири, Т. В. К вопросу о корректировке отдельных регуляторов оборота земель сельхозназначения с учетом реализации госпрограммы вовлечения в оборот заброшенных сельхозземель / Т. В. Папаскири, С. А. Липски, О. А. Куцаева // Международный сельскохозяйственный журнал. — 2025. — № 1(403). — С. 19-22. — DOI 10.55186/25876740_2025_68_1_19. — EDN WJDSZV.